# Д’Эското Брокман, Мигель
Миге́ль д’Эско́то Бро́кман (исп. Miguel d’Escoto Brockmann, 5 февраля 1933 — 8 июня 2017) — никарагуанский дипломат, политический, государственный деятель и католический священник. Председатель 63-й сессии Генеральной ассамблеи ООН.

## Биография
Мигель д’Эското Брокман родился в США, детство провёл в Никарагуа и в 1947 году вернулся в Соединённые Штаты для получения образования. Он поступил в католическую семинарию в Мэрикнолле (Нью-Йорк) в 1953 году и в 1961 году был рукоположён в сан священника. В 1962 году после окончания журналистского факультета Колумбийского университета ему была присвоена степень магистра наук.
В 1970-х годах он тайно вступил в Сандинистский фронт национального освобождения. 
23 декабря 1972 года мощное землетрясение частично разрушило Манагуа, часть лишившихся жилья жертв землетрясения разместили в городе Леон. Так как реконструкция столицы проходила медленно, началось обустройство переселенцев в Леоне на постоянное место жительства - этим занималась созданная в 1974 году общественная организация "FUNDECI", руководителем которой стал Мигель Д’Эското. В результате, был построен жилой микрорайон "El Paraíso".
После победы сандинистов в 1979 году стал министром иностранных дел Никарагуа и пробыл на этом посту до 1990 года. В этот период, в 1985 году, Брокман с тремя другими священниками (включая Фернандо и Эрнесто Карденалем) был лишён сана папой Иоанном Павлом II в рамках запрета духовенству занимать государственные должности, направленного против теологии освобождения.
После возвращения сандинистов к власти в 2007 году Брокман стал советником по международным делам в ранге министра при президенте Даниэле Ортеге. 4 июня 2008 года он был избран путём аккламации на пост Председателя 63-й сессии Генеральной Ассамблеи Организации Объединённых Наций на период с сентября 2008 года по сентябрь 2009 года.
Брокман являлся членом Национального сандинистского совета и его политической комиссии — высшего руководящего органа СФНО.
В августе 2014 года Папа Римский Франциск восстановил Мигеля д’Эското Брокмана в сане священника, по просьбе последнего разрешить ему перед смертью ещё раз отслужить мессу.

## Награды
- Орден «Солидарность» (2009, Куба)[6].
- Международная Ленинская премия «За укрепление мира между народами» (1987)
- Премия Томаса Мертона (1987)